# Vojaški robot
Vojaški roboti so avtonomni roboti ali daljinsko vodeni mobilni roboti, ki so ustvarjeni za vojaške naloge, kot so premikanje, iskanje in reševalne naloge.
Nekateri takšni sistemi so trenutno v uporabi in veliko jih je v razvoju.

## Zgodovina
Splošni vojaški roboti segajo v drugo svetovno vojno in v hladno vojno, kot Nemški Goliath iskalec min in Sovjetski Teletank. MQB-1 Predator dron je nastal, ko so agenti CIA uporabili deset letne raziskave in fantazije o uporabi robota za zbiranje podatkov.
Uporaba robotov pri vojskovanju, je še vedno znanstvena fantastika, ki se raziskuje kot možna uporaba v vojskovanju oziroma boju proti vojnam. Različne vojske so že razvile različne robote. Nekateri verjamejo, da se bodo ti roboti uporabljali kot sodobno vojskovanje, avtomatski orožni sistemi. Ameriška vojska veliko vlaga v raziskave in razvoj za testiranje in uporabo vedno bolj avtomatiziranih sistemov. Najbolj izstopajoči sistem, ki ga trenutno uporabljajo, sta brezpilotna letala (IAI Pioneer in RQ-1 Predator), ki se lahko oboroži z raketami zemlja-zrak in se opravlja na daljavo iz baznega (komandnega centra) v izvidniških nalogah. DARFA je gostila v letu 2004 in 2005 privatna podjetja in univerze za razvoj brezpilotnih zemeljskih vozil, ki so vozila po težkem terenu puščave Mojave za glavno nagrado 2 milijona.
V topništvu so imeli raziskave z poskusnim sistemom orožja z nazivom Dregon Fire II, ki ima avtomatizirano premikanje, balistični izračun, odzivni čas sistema je 12 sekund, da odgovori z ognjem. Vojaško orožje potrebuje tudi človeka, tako, da ne mora biti čisto samostojno, da se zagotovi, da niso cilji v območjih z omejenim ognjem, kot je to zapisano v zakonu o Ženevskih Konvencijah.
Pri razvoju brezpilotnih letal in bombnikov je bilo nekaj dogodkov. Uporaba brezpilotnih letal in bombnikov je še posebej obetavna, saj jih lahko uporabljamo za hitre manevre, ki jih človek nebi mogel izvesti, zaradi velike G sile. Največja pomanjkljivost robotika, je nezmožnost prilagoditve nestandardnim pogojem. Napredek umetne inteligence bo morda v prihodnosti tudi to odpravila.

## Primeri

### Trenutno v uporabi
- DRDO Daksh
- D9T Panda, Israel
- Elbit Herms 450, Israel
- Goalkeeper CIWS
- Guardium[4]
- IAIO Fotros, Iran
- PackBot
- MQ-9 Predator B
- MQ-1 Predator
- TALON
- Samsung
- SGR-A1
- Shahed 129, Iran
- Shomer Gvouloth (Border Keeper), Israel

### V razvoju
- Podjetje US Mechatronics je razvila delujočo avtomatizirano pištolo, in jo trenutno razvijajo za komercialno in vojaško uporabo
- MIDARS robot je opremljen z štirikolesnim pogonom, več kamerami, radarjem in mogoče z strelnim orožjem, ki samodejno izvaja naprej programirane patrulje, ki jih opravlja po vojaških bazah ali drugih vladnih objektih in posestih. Ta robot opozori človeškega nadzornika, ko zazna premikanje na nedovoljenem območju ali za druge programirane dejavnike. Nadzornik, lahko naroči sistemu, da ignorira dogodek, daljinsko prevzame nadzor za spopad z nasprotnikom ali pa uporabi sistem kamer za pregled v sili. Sistem lahko redno pregleduje sistem za radiofrekvenčno indetifikacijo (RFID)
- Avtonomni sistem Rotocrift Sniper je eksperimentalni sistem robotskega orožja, ki ga Ameriška vojska razvija od leta 2005. Sestavljena je iz ostrostrelne puške, ki je pritrjena na brezpilotni helikopter. Namenjen je uporabi za bojevanje v mestih, kjer potrebujejo ostrostrelca. Z testiranjem naj bi začeli leta 2009.
- Mobile Autonomous Robot Software je raziskovalni projekt, ki so ga začeli decembra 2003 v Pentagonu. Kupili so 15 Segwayev za poskus razvoja naprednejših vojaških robotov. Projekt je del programa za razvoj programske opreme za te robote v vrednosti 26 milijonov dolarjev.

## Učinki in vplivi

### Prednosti
Avtonomna robotika bi lahko ohranjala in reševala življenja vojakov, ki jih je potrebno umakniti iz bojišča, da niso napadeni in poškodovani. Generalpolkovnik Richard Lunch iz ameriške vojske ( Installation Management Command) iz poveljstva za upravljanje in namestitve ameriške vojske in pomočnik načelnika vojske je na konferenci povedal: Ko razmišljam o tem kaj se dogaja danes na bojiščih, razmišljam o tem, da bi lahko izboljšali preživetje naših vojakov. In vsi veste, da je to res.
Major Kenneth Rose iz ameriške vojske oddelek za doktrino in usposabljanje je opisal nekatere prednosti robotske tehnologije v bojevanju:Stroji se ne naveličajo, ne zatisnejo oči, se ne skrivajo pod drevesi, ko dežuje in se ne pogovarja s svojimi prijatelji. Človekova pozornost, na mestu stražarja upade po 30 minutah. Stroji se nikogar ne bojijo, ti ne poznajo strahu.
Vse več pozornosti se namenja temu, kako narediti bolj samostojne robote in jih sčasoma omogočiti, da bi sami delovali dlje časa tudi za sovražnikovo linijo. Za takšno funkcijo, kot je sistem Energetically Autonomous Tactical Robot, je bil uporabljen, da lastno energijo pridobi z hranjenjem rastlin. Večina vojaških robotov se kontrolirano upravlja in niso opremljena z orožjem. Trenutno se roboti uporabljajo predvsem za izvidovanje, nadzor, odkrivanje ostrostrelcev in deaktivacijo eksplozivnih naprav. Roboti, ki so opremljeni z orožjem, se kontrolirano upravljajo in niso sposobni, da bi samostojno oziroma avtomatsko vzeli življenje. Prednost, kot so pomanjkanje čustev in strasti, se v robotskem boju štejejo kot pozitivne in je koristen dejavnik za znatno zmanjševanje primerov neetičnega obnašanja v bojevanju. Avtonomni roboti so narejeni, da so resnično neetični roboti, vendar takšni, ki ustrezajo vojnim zakonom in pravilom za sodelovanje. Tako so odpravili z roboti stres, adrenalin, čustva, utrujenost itd., ki vplivajo na odločitev vojaka na bojišču in ne vpliva na odločitev posameznika.